# Juryj Ryżko
Juryj Ryżko (biał. Юрый Рыжко, ros. Юрий Рыжко, Jurij Ryżko; ur. 10 października 1989 w Mińsku) – białoruski piłkarz występujący na pozycji obrońcy.